# Ruben Amorim
Ruben Filipe Marques Diogo Amorim (Lisboa, 27 de janeiro de 1985) é um treinador e ex-futebolista português que atuava como meio-campista. Atualmente comanda o Manchester United.

## Carreira como jogador
Ruben Amorim jogou na formação do Benfica, passando depois para os Sub-17 e Sub-19 do Belenenses até chegar finalmente à equipa principal da equipa do Restelo. Em grande destaque no Belenenses, retornou ao Benfica e assinou um contrato de cinco épocas, no ano de 2008.
Em janeiro de 2012 foi emprestado ao Braga, regressando depois ao Benfica no final da temporada seguinte. Voltou a ser emprestado na temporada 2015–16, mas agora para o estrangeiro, onde jogou no Al-Wakrah, do Catar. De volta a casa no final da época, o jogador encerrou a carreira de jogador profissional a 4 de abril de 2017.
Conquistou 12 títulos em toda a sua carreira futebolística, sendo 11 no Benfica e um no Braga.
O jogador teve 14 internalizações pela Seleção Portuguesa, tendo sido convocado por Carlos Queiroz para a Copa do Mundo de 2010.

## Carreira como treinador

### Primeiros anos
Ruben Amorim começou a sua carreira de treinador de futebol na época de 2018–19 no Casa Pia. Demitiu-se da equipa após 22 jogos, pois a Federação Portuguesa de Futebol aplicou castigo ao próprio e também ao clube por causa de Amorim ter dado orientações para dentro de campo (ou seja, ainda não tinha o nível 4), o que fez com que o clube perdesse seis pontos e descesse de 1.º para 3.º na classificação da série D.
Passado algum tempo da saída do Casa Pia (oito meses depois), Ruben Amorim teve uma curta passagem no Câmara de Lobos e depois foi anunciado como treinador do Braga B, onde conseguiu oito vitórias em onze jogos.

### Sporting Clube de Braga
Em 27 de dezembro de 2019, Ruben Amorim, que orientava já a equipa B do SC Braga, foi convidado a substituir Ricardo Sá Pinto como treinador principal do clube, assinando contrato por dois anos e meio, assumindo dessa forma pela primeira vez o comando técnico de uma equipa da Primeira Liga.
Na equipa principal bracarense somou 13 jogos e 10 triunfos. Logo na estreia venceu o Belenenses por 7–1, daí para cá não foi derrotado na I Liga, somando 10 triunfos e um empate. As únicas derrotas tiveram lugar nos 16 avos de final da Liga Europa frente ao Rangers (3–2 e 1–0). Conseguiu duas vitórias contra o Porto e Sporting e uma contra o Benfica. Venceu também uma Taça da Liga durante estes jogos.

### Sporting Clube de Portugal

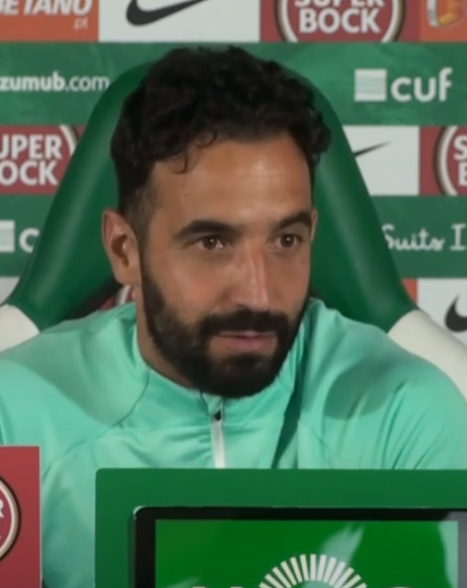
Ruben Amorim em entrevista coletiva pelo Sporting.

Porém, esta passagem no SC Braga não durou muito, pois o Sporting CP contratou Ruben Amorim anunciando-o no dia 4 de março de 2020, tornando-se o novo treinador dos Leões, custando dez milhões de euros, valor da cláusula que exercia no SC Braga. Tratou-se na atualidade no terceiro treinador mais caro do mundo a ser contratado. No Sporting estreou-se frente ao CD Aves, com uma vitória por 2–0.
Ao serviço do Sporting CP conquistou diversos títulos, entre eles a Taça da Liga, a Primeira Liga, que fugia ao clube há 19 anos, desde a época 2001–02, além de uma Supertaça Cândido de Oliveira.
No dia 24 de novembro de 2021, fez história no Sporting CP ao conseguir apurar a equipa apenas pela segunda vez na história do clube aos oitavos de final da Liga dos Campeões com uma vitória de 3–1 frente a um tubarão europeu e principal favorito a passar em primeiro no grupo integrado, o Borussia Dortmund. Ruben igualou Paulo Bento, que tinha sido o primeiro e único treinador a levar o Sporting CP a esta fase da prova e foi eliminado depois pelo Bayern de Munique, um dos principais rivais do Borussia Dortmund.
Amorim voltou a levar o Sporting CP à glória na época 2023–24, com os Leões conquistando mais um título da Primeira Liga. Por conta do bom trabalho na equipa, o treinador passou a ser alvo de clubes da Premier League como Liverpool e West Ham, mas confirmou que ficaria no Sporting CP para a próxima temporada. No entanto a 11 de novembro de 2024 ruma a Manchester para orientar o Manchester United.
Considerando seu período como treinador e jogador, Amorim é o maior vencedor da Taça da Liga, tendo conquistado nove títulos.

### Manchester United

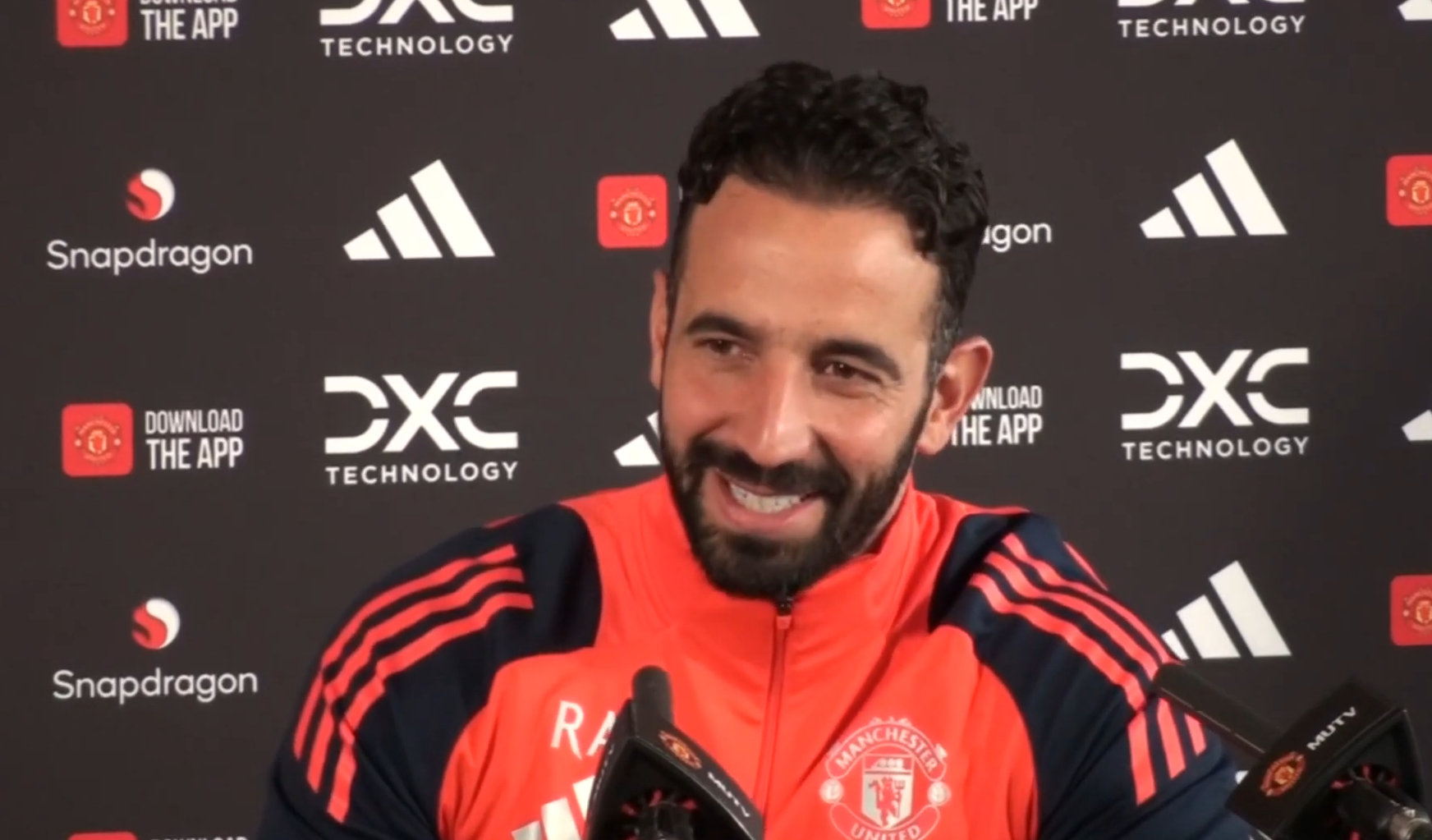
Ruben Amorim, em entrevista coletiva pelo Manchester United.

No dia primeiro de novembro de 2024, após grandes épocas no Sporting, Amorim deixou Portugal para assinar com o Manchester United após os ingleses desembolsarem dez milhões de euros para levá-lo. A equipe de Manchester vinha de dois títulos com Erik ten Hag, mas seu início ruim de Campeonato fez com que eles buscassem um comandante novo após deixarem Ruud van Nistelrooy como interino.
No dia 24 de novembro, Ruben fizera sua estreia em um jogo contra o Ipswich Town Football Club, válido pela Premier League. A partida começou com o United abrindo o placar aos 80 segundos de jogo, mas a equipe adversária empatou a partida ainda no primeiro tempo e assim o jogo terminou.
Nesse mesmo dia, no pós jogo, Ruben amorim estava dando uma entrevista para Sky Sports quando Ed Sheeran, sócio minoritário do Ipswich, interrompeu a entrevista para cumprimentar Jamie Carragher, um dos repórteres da emissora. De acordo com o cantor, ele afirmou que não notou que Amorim estava sendo entrevistado e pediu desculpas para o novo treinador dos Red Devils em sua rede social.
Sua primeira época foi muito conturbada dentro do cenário inglês. O clube de Manchester quebrava recordes negativos frequentemente e pouco conseguia resultados positivos sob o comando do português. No período, enfrentou uma situação desagradável com o atacante Marcus Rashford quando explicou o motivo de sua ausência. De acordo com o lusitano, ele preferia colocar o treinador de goleiros a alguém "que não dá o máximo todos os dias nos treinos". Eventualmente o atacante inglês deixaria o clube por empréstimo em fevereiro de 2025 e Amorim contrataria apenas Patrick Dorgu em toda janela de transferência daquele período.
Amorim tratava de colocar os jogadores em uma formação muito diferente dos treinadores anteriores, mas uma formação que obteve muito sucesso em seus tempos de Sporting. Com um 3-4-2-1, o treinador aproveitou a criatividade de Bruno Fernandes para criar oportunidades para os atacantes e marcar eventuais gols, mas careceu de boas opções nos demais espaços de campo, colocando jogadores como Alejandro Garnacho, outrora um ponta esquerda, para fazer dupla com o capitão português no meio de campo. Somado a posições improvisadas de alguns jogadores, com foco em Noussair Mazraoui que foi utilizado pelas duas alas, defesa central e meio de campo, havia um problema acentuado no ataque inglês, vide que nem Rasmus Højlund ou Joshua Zirkzee conseguiam convencer a torcida com suas performances apagadas em campo.
Eventualmente, os jogos em baixo nível levaram o time a ser eliminado na Copa da Liga e da Copa da Inglaterra. Na primeira, foi eliminado já na primeira partida pelo Tottenham com um placar de 4–3. Na segunda, eliminou o Arsenal nas penalidades na rodada de abertura, seguido de uma vitória com um gol irregular de Harry Maguire diante o Leicester City, mas posteriormente despachado pelo Fulham em nova disputa por pênaltis.
Ruben tivera dificuldades ao enfrentar a equipe comandada por Ange Postecoglou. Além da eliminação na Copa da Liga, o português tivera de ver os Spurs venceram o United nas duas rodadas de Premier League que ambos se enfrentaram. Todavia, conseguiu uma performance oposta ao enfrentar Pep Guardiola. Amorim já havia vencido o City na Liga dos Campeões com o Sporting na mesma temporada e voltou a conquistar três pontos ao derrotá-lo, de virada, na 16ª rodada da Premier League. No reencontro de ambos, na 31ª, conseguiu um empate sem gols no Old Trafford. Desse modo, não perdeu nenhuma partida contra o lendário treinador espanhol.
Mesmo com o sucesso contra os grandes favoritos ao título inglês, Ruben não podia repetir isso nas demais partidas. O português chegou até mesmo a quebrar a televisão do vestiário em um momento de fúria com os jogadores do time; em outra oportunidade, afirmou que aquele era o pior Manchester United da história e também não dava certeza da continuidade do seu trabalho para próxima época.
Apesar dos maus resultados na Liga Inglesa, onde o time ocupava sua pior posição desde a saída de Alex Ferguson (concluiu na 15ª colocação), Amorim tivera um desempenho oposto na Liga Europa. Rumando à final, o treinador obteve uma sólida campanha e se tornou a única equipe a não perder nenhum jogo dentro das três principais competições europeias daquela época. Os Red Devils haviam tido um começo com apenas uma vitória em quatro jogos – mas sem nenhuma derrota – antes da chegada do lusitano; mas sob o seu comando, o time vermelho de Manchester avançou às oitavas como uma das melhores campanhas e totalmente invicto.
Na fase de Eliminatórias, encontrou dificuldades para vencer os jogos fora de casa – fazendo isso apenas uma vez na semifinal –, mas sempre conseguiu arrancar um empate e revertia a situação no jogo de volta, no Teatro dos Sonhos, e avançava de forma exemplar. Uma das partidas mais intensas ocorreu nas quartas de final, onde, após empatar em 2–2 com o Lyon na França, tivera de vencer o time por 5–4 em uma prorrogação épica – com o clube ficando dois gols atrás do placar até os 114 minutos. Heroicamente, Bruno Fernandes e Kobbie Mainoo empataram o jogo e, nos acréscimos do tempo extra, Harry Maguire garantiu o time às semifinais. Por lá, o clube derrotou tranquilamente o Athletic Club nas duas partidas, resultando em um placar agregado de 7–1, e classificou-se à decisão para enfrentar o principal carrasco do time naquele momento: o Tottenham Hotspur.

As mudanças de no time titular Amorim fizeram com que a imprensa inglesa o criticasse após o apito final.

Em campo, o jogador optou por um elenco relativamente diferente de alguns planteis anteriores. Amorim optou por Amad Diallo, Mason Mount – ambos haviam retornado de lesões há pouco mais de um mês – para o time titular. A participação deles fez com que Bruno Fernandes, outrora meia-atacante, recuasse para fazer uma dupla no meio de campo com o volante Casemiro; este que outrora tinha como parceiro o uruguaio Manuel Ugarte. Para entrada de Mason, o português retirou Alejandro Garnacho da posição improvisada que o colocara no começo do ano.
Na final, o Tottenham encontrou dificuldades para atacar o clube adversário, mas, no fim do primeiro tempo, Brennan Johnson divide a bola com Luke Shaw dentro da pequena área após um cruzamento e a pelota, após um leve toque do galês, encontra o braço do zagueiro e para apenas ao encostar na rede lateral defendida por André Onana. Ao longo da partida, Amorim só fizera sua primeira alteração aos 70 minutos e eventualmente viu o clube de Londres vencer sua quarta partida contra os Red Devils na temporada e comemorar seu primeiro troféu em 17 anos.
O título perdido também trouxe luz ao péssimo relacionamento do treinador com a jovem promessa argentina Alejandro Garnacho. Diferentemente do restante da época na Europa League, o comandante optou pelo inglês Mason Mount no meio de campo e deixou o internacional sul-americano ausente do jogo até os últimos 20 minutos. Sua entrada, no entanto, mudou a dinâmica do jogo, mas nada que causasse uma virada ou empate. A discussão de ambos se intensificou após o apito final com o mais novo falando sobre a baixa minutagem nas redes sociais, enquanto o português rebatera o comentário em coletiva de imprensa. Ainda dentro de campo, com o vice-campeonato, Amorim teria dito para o camisa 17 que era melhor ele "rezar" para encontrar um clube que o quisesse. Eventualmente, os representantes do meia-atacante se reuniram com a direção dos Red Devils e decidiram pela saída dele.
Ciente da péssima temporada, com 16 derrotas, 10 empates e 15 vitórias até o fim da final europeia – viria a aumentar o número de vitórias em um após a rodada final da Premier League, este também sendo o jogo seguinte a final europeia –, o português comentou sobre sua saída novamente. Contudo, afirmou que não pediria demissão, ainda que aceitasse sair sem o pagamento da multa rescisória:
| “ | Então vamos ver (sobre o futuro). Estou sempre aberto. Se a diretoria e os torcedores acharem que não sou o cara certo, eu saio no dia seguinte, se nenhuma conversa sobre multa. Mas não vou desistir. Ainda estou muito confiante no meu trabalho e, como vocês podem ver, não vou mudar nada na minha forma de fazer as coisas. Sou sempre muito honesto. Mas não vou falar sobre o meu futuro – hoje à noite precisamos lidar com a dor de perder esta partida. Estava claro que éramos o melhor time, mas conseguimos não marcar mais um gol, Os caras tentaram de tudo para vencer o jogo e acho que fomos melhores que o adversário. | ” |

## Títulos como jogador
Benfica
- Taça da Liga: 2008–09, 2009–10, 2010–11, 2011–12, 2013–14 e 2014–15
- Primeira Liga: 2009–10, 2013–14 e 2014–15
- Taça de Portugal: 2013–14
- Supertaça Cândido de Oliveira: 2014

Braga
- Taça da Liga: 2012–13

## Títulos como treinador
Braga
- Taça da Liga: 2019–20

Sporting
- Taça da Liga: 2020–21 e 2021–22
- Primeira Liga: 2020–21, 2023–24 e 2024-25
- Supertaça Cândido de Oliveira: 2021